# DAF YBZ-3300

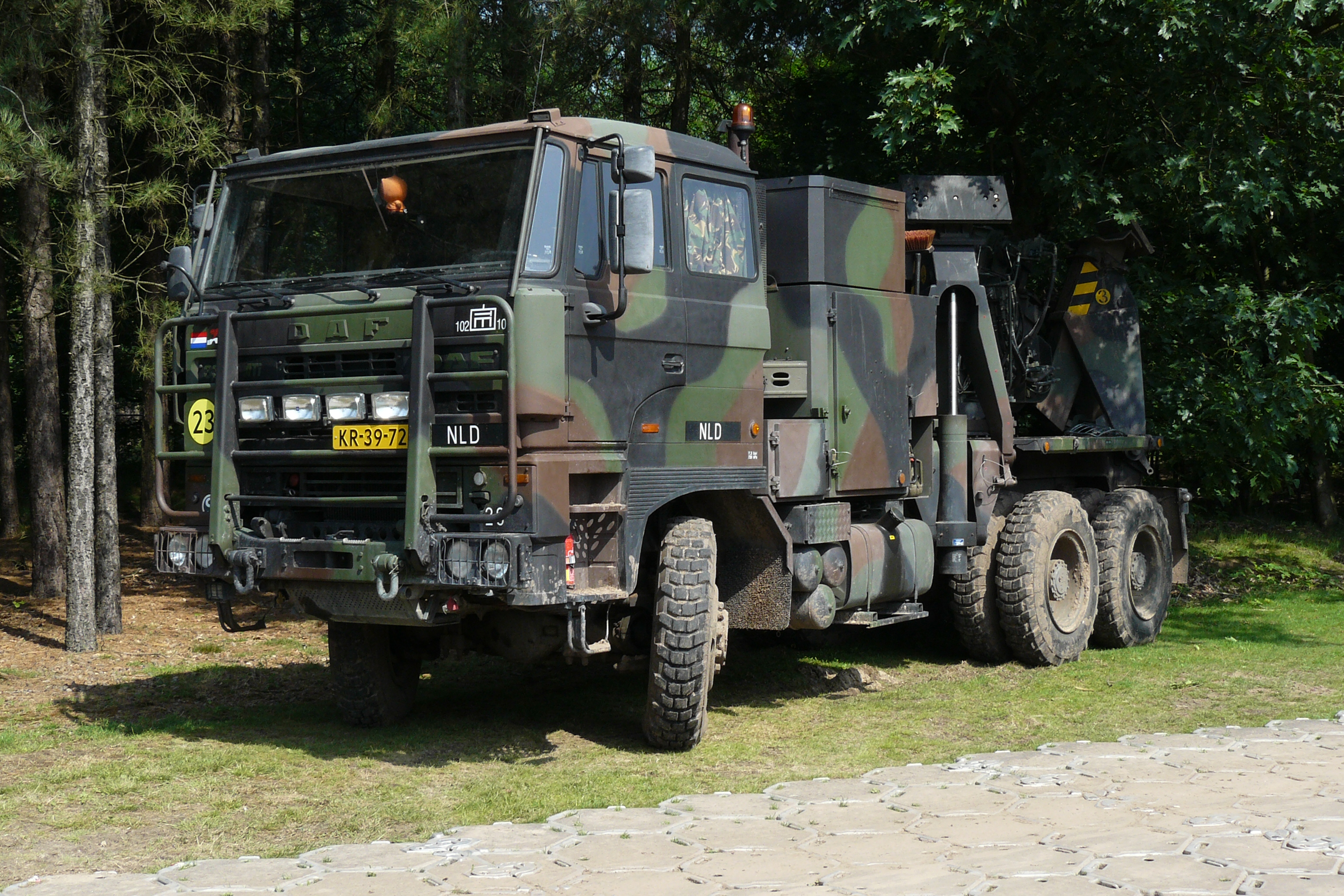
DAF YBZ-3300 takelauto

De DAF YBZ-3300 wordt binnen het Nederlandse leger ingezet voor de berging en afvoer van wielvoertuigen en is geproduceerd door de Nederlandse vrachtautofabriek DAF.

## Algemeen
In 1989 plaatste het Ministerie van Defensie bij DAF een opdracht voor 255 nieuwe takelwagens van het type YBZ-3300, met een aanvullende optie van 30 stuks. Deze nieuwe voertuigen kwamen in de plaats van de 20 à 30 jaar oude DAF takelwagens van het type YB-616 en YB-626. Medio 1986 had DAF al twee prototypen geleverd die voor een periode van achttien maanden waren getest. Een voertuig was uitgerust met een HIAB kraan en de ander met een Noorse Moelven kraan, deze laatste werd uiteindelijk gekozen door Defensie. De opdracht had een waarde van ruim 150 miljoen gulden. De voertuigen zijn begin 90'er jaren afgeleverd.

## Technische gegevens
Het voertuig wordt gebruikt voor het bergen van wielvoertuigen van een gelijke of lagere gewichtsklasse. De YBZ-3300 heeft een kraan die een maximale last van 8,4 ton kan tillen. Het beschikt over drie afzonderlijke liersystemen: een kraan-, een bergings- en hulplier. Er zijn vier hydraulische stempels die kunnen worden neergeklapt om de stabiliteit te verhogen bij het tillen van zware lasten. Alle zes wielen (6x6) worden aangedreven. Het voertuig is in gebruik bij alle krijgsmachtonderdelen.
Motor:
- Type: 6 cilinders, kopklep, vloeistofgekoeld
- Merk: DAF DKX 1160
- Brandstof: diesel
- Vermogen: 260 kW of 337 pk

Gewicht en maten:
- Eigen gewicht: 21 870 kg
- Totale lengte: 9,05 meter
- Totale breedte: 2,5 meter
- Totale hoogte: 3,55 meter

Ten behoeve van de missie in Afghanistan (2005-2011) is een aantal YBZ's omgebouwd, dit om deze te voorzien van een gepantserde cabine. Deze moet de gebruikers bij het uitvoeren van hun taak, betere bescherming bieden tegen zelfgemaakte explosieven en zwaardere kalibers K.K.W.